# The Winds of Winter
The Winds of Winter (Dansk: Vinters vinde) er det tiende og sidste afsnit af sjette sæson i serien Game of Thrones. Afsnittet har samme navn som den endnu uudgivede sjette roman i serien A Song of Ice and Fire.

## Plot
Cersei og Loras Tyrell står for retten. Daenerys forbereder at sætte sejl for Westeros. Davos konfronterer Melisandre. Sam og Gilly ankommer i Oldtown. Bran opdager en gammel hemmelighed. Lord Frey har en ubuden gæst.